# Carey Means
Carey Stephen Means (nacido el 4 de diciembre de 1966) es un actor de voz y teatro estadounidense conocido por interpretar a Frylock en el programa Aqua Teen Hunger Force y a Trueno en el programa El Show de Brak por Adult Swim. También ha actuado en varios musicales y obras de teatro, incluidos South Pacific , Two Trains Running , A Soldier's Play y Waiting for Godot. Actualmente proporciona la voz de Jonah Bishop en la serie de Nickelodeon Welcome to the Wayne.

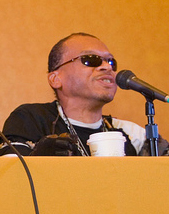
Carey Means

Means se graduó de la Universidad de Lincoln en Jefferson City, Missouri con una licenciatura en Bellas Artes / Música Vocal.
Está capacitado en muchos dialectos: australiano, británico, alemán, italiano, celta, jamaicano, hispano, sudafricano, sur de Mississippi, Nueva York, asiático, francés y el Océano Índico Occidental.
Actualmente vive en Atlanta, Georgia con su esposa Leah Means.